# Copa América 1997
De Copa América 1997 was een voetbaltoernooi gehouden in Bolivia van 11 juni tot 29 juni 1997. Het werd georganiseerd door de CONMEBOL.
Er was geen kwalificatie voor het toernooi, want alle teams van de CONMEBOL (10 teams) deden mee. Er waren ook nog twee landen uitgenodigd. Dat waren Costa Rica en Mexico.
De twaalf teams werden verdeeld over drie groepen van vier teams. De nummers een en twee in de poule en de twee beste nummers drie gingen door naar de kwartfinales.

## Deelnemende landen
| Land        | Aantal deelnames | Huidig aantal deelnames op rij | Vorige deelname |
| ----------- | ---------------- | ------------------------------ | --------------- |
| Argentinië  | 35ste            | 16                             | 1995            |
| Bolivia (g) | 19de             | 11                             | 1995            |
| Brazilië    | 29ste            | 9                              | 1995            |
| Chili       | 31ste            | 10                             | 1995            |
| Colombia    | 14de             | 9                              | 1995            |
| Costa Rica  | 1ste             | 1                              | -               |
| Ecuador     | 20ste            | 9                              | 1995            |
| Mexico      | 3de              | 3                              | 1995            |
| Paraguay    | 29ste            | 13                             | 1995            |
| Peru        | 24ste            | 9                              | 1995            |
| Uruguay (t) | 36ste            | 10                             | 1995            |
| Venezuela   | 10de             | 10                             | 1995            |

- (g) = gastland
- (t) = titelverdediger

## Speelsteden
| Santa Cruz                                | Sucre                                      | Oruro                                              |
| ----------------------------------------- | ------------------------------------------ | -------------------------------------------------- |
| Estadio Ramón Aguilera Capaciteit:42.000  | Estadio Olímpico Patria Capaciteit:29.000  | Estadio Jesús Bermúdez Capaciteit:28.000           |
| La Paz                                    | · La Paz Cochabamba Sucre Santa Cruz Oruro | Santa Cruz                                         |
| Estadio Hernando Siles Capaciteit: 51.000 | · La Paz Cochabamba Sucre Santa Cruz Oruro | Estadio Ramón Tahuichi Aguilera Capaciteit: 42.000 |
|                                           | · La Paz Cochabamba Sucre Santa Cruz Oruro |                                                    |

## Scheidsrechters
De organisatie nodigde in totaal veertien scheidsrechters uit voor 26 duels. Tussen haakjes staat het aantal gefloten duels tijdens de Copa América 1997.

## Groepsfase

### Groep A
| Land       | Wed | Win | Gel | Ver | DV | DT | +/– | Pnt |
| ---------- | --- | --- | --- | --- | -- | -- | --- | --- |
| Ecuador    | 3   | 2   | 1   | 0   | 4  | 1  | +3  | 7   |
| Argentinië | 3   | 1   | 2   | 0   | 3  | 1  | +2  | 5   |
| Paraguay   | 3   | 1   | 1   | 1   | 2  | 3  | –1  | 4   |
| Chili      | 3   | 0   | 0   | 3   | 1  | 5  | –4  | 0   |

|                                 |         |       |            |                                                                 |
| 11 juni 1997 «onderlinge duels» | Ecuador | 0 – 0 | Argentinië | Estadio Félix Capriles, Cochabamba Scheidsrechter: Jorge Nieves |
| 11 juni 1997 «onderlinge duels» |         |       |            | Estadio Félix Capriles, Cochabamba Scheidsrechter: Jorge Nieves |

|                                 |           |       |       |                                                                |
| 11 juni 1997 «onderlinge duels» | Paraguay  | 1 – 0 | Chili | Estadio Félix Capriles, Cochabamba Scheidsrechter: René Ortube |
| 11 juni 1997 «onderlinge duels» | Acuña 28' |       |       | Estadio Félix Capriles, Cochabamba Scheidsrechter: René Ortube |

|                                 |                        |       |       |                                                                    |
| 14 juni 1997 «onderlinge duels» | Argentinië             | 2 – 0 | Chili | Estadio Félix Capriles, Cochabamba Scheidsrechter: Antônio Pereira |
| 14 juni 1997 «onderlinge duels» | Berti 83' Gallardo 87' |       |       | Estadio Félix Capriles, Cochabamba Scheidsrechter: Antônio Pereira |

|                                 |          |                          |         |                                                                    |
| 14 juni 1997 «onderlinge duels» | Paraguay | 0 – 2                    | Ecuador | Estadio Félix Capriles, Cochabamba Scheidsrechter: Paolo Borgosano |
| 14 juni 1997 «onderlinge duels» |          | Sánchez 71' Graziani 86' |         | Estadio Félix Capriles, Cochabamba Scheidsrechter: Paolo Borgosano |

|                                 |                         |       |             |                                                                    |
| 17 juni 1997 «onderlinge duels» | Ecuador                 | 2 – 1 | Chili       | Estadio Félix Capriles, Cochabamba Scheidsrechter: Rafael Sanabria |
| 17 juni 1997 «onderlinge duels» | Graziani 32' Gavica 55' |       | Vergara 52' | Estadio Félix Capriles, Cochabamba Scheidsrechter: Rafael Sanabria |

|                                 |                      |       |                     |                                                                 |
| 17 juni 1997 «onderlinge duels» | Paraguay             | 1 – 1 | Argentinië          | Estadio Félix Capriles, Cochabamba Scheidsrechter: Jorge Nieves |
| 17 juni 1997 «onderlinge duels» | Chilavert 73' (pen.) |       | Gallardo 90' (pen.) | Estadio Félix Capriles, Cochabamba Scheidsrechter: Jorge Nieves |

### Groep B
| Land      | Wed | Win | Gel | Ver | DV | DT | +/– | Pnt |
| --------- | --- | --- | --- | --- | -- | -- | --- | --- |
| Bolivia   | 3   | 3   | 0   | 0   | 4  | 0  | +4  | 9   |
| Peru      | 3   | 2   | 0   | 1   | 3  | 2  | +1  | 6   |
| Uruguay   | 3   | 1   | 0   | 2   | 2  | 2  | 0   | 3   |
| Venezuela | 3   | 0   | 0   | 3   | 0  | 5  | –5  | 0   |

|                                 |             |       |           |                                                             |
| 12 juni 1997 «onderlinge duels» | Bolivia     | 1 – 0 | Venezuela | Estadio Hernando Siles, La Paz Scheidsrechter: Byron Moreno |
| 12 juni 1997 «onderlinge duels» | Coimbra 60' |       |           | Estadio Hernando Siles, La Paz Scheidsrechter: Byron Moreno |

|                                 |             |       |         |                                                                |
| 12 juni 1997 «onderlinge duels» | Peru        | 1 – 0 | Uruguay | Estadio Olímpico Patria, Sucre Scheidsrechter: Antonio Marrufo |
| 12 juni 1997 «onderlinge duels» | Hidalgo 75' |       |         | Estadio Olímpico Patria, Sucre Scheidsrechter: Antonio Marrufo |

|                                 |                          |       |           |                                                               |
| 15 juni 1997 «onderlinge duels» | Uruguay                  | 2 – 0 | Venezuela | Estadio Olímpico Patria, Sucre Scheidsrechter: Eduardo Gamboa |
| 15 juni 1997 «onderlinge duels» | Recoba 19' Saralegui 47' |       |           | Estadio Olímpico Patria, Sucre Scheidsrechter: Eduardo Gamboa |

|                                 |                               |       |      |                                                                |
| 15 juni 1997 «onderlinge duels» | Bolivia                       | 2 – 0 | Peru | Estadio Hernando Siles, La Paz Scheidsrechter: Rodrigo Badilla |
| 15 juni 1997 «onderlinge duels» | Etcheverry 45' Baldivieso 50' |       |      | Estadio Hernando Siles, La Paz Scheidsrechter: Rodrigo Badilla |

|                                 |                   |       |           |                                                             |
| 28 juni 1997 «onderlinge duels» | Peru              | 2 – 0 | Venezuela | Estadio Olímpico Patria, Sucre Scheidsrechter: Byron Moreno |
| 28 juni 1997 «onderlinge duels» | Cominges 13', 59' |       |           | Estadio Olímpico Patria, Sucre Scheidsrechter: Byron Moreno |

|                                 |                |       |         |                                                                |
| 18 juni 1997 «onderlinge duels» | Bolivia        | 1 – 0 | Uruguay | Estadio Hernando Siles, La Paz Scheidsrechter: Antonio Marrufo |
| 18 juni 1997 «onderlinge duels» | Baldivieso 29' |       |         | Estadio Hernando Siles, La Paz Scheidsrechter: Antonio Marrufo |

### Groep C
| Land       | Wed | Win | Gel | Ver | DV | DT | +/– | Pnt |
| ---------- | --- | --- | --- | --- | -- | -- | --- | --- |
| Brazilië   | 3   | 3   | 0   | 0   | 10 | 2  | +8  | 9   |
| Mexico     | 3   | 1   | 1   | 1   | 5  | 5  | 0   | 4   |
| Colombia   | 3   | 1   | 0   | 2   | 5  | 5  | 0   | 3   |
| Costa Rica | 3   | 0   | 1   | 2   | 2  | 10 | –8  | 1   |

|                                 |                                                                |       |            |                                                                      |
| 13 juni 1997 «onderlinge duels» | Brazilië                                                       | 5 – 0 | Costa Rica | Estadio Ramón Aguilera, Santa Cruz Scheidsrechter: Epifanio González |
| 13 juni 1997 «onderlinge duels» | Djalminha 20' González 34' (e.d.) Ronaldo 47', 54' Romário 60' |       |            | Estadio Ramón Aguilera, Santa Cruz Scheidsrechter: Epifanio González |

|                                 |            |       |                   |                                                                     |
| 13 juni 1997 «onderlinge duels» | Colombia   | 1 – 2 | Mexico            | Estadio Ramón Aguilera, Santa Cruz Scheidsrechter: Horacio Elizondo |
| 13 juni 1997 «onderlinge duels» | Ricard 58' |       | Hernández 7', 11' | Estadio Ramón Aguilera, Santa Cruz Scheidsrechter: Horacio Elizondo |

|                                 |                                           |       |                    |                                                               |
| 16 juni 1997 «onderlinge duels» | Brazilië                                  | 3 – 2 | Mexico             | Estadio Ramón Aguilera, Santa Cruz Scheidsrechter: José Arana |
| 16 juni 1997 «onderlinge duels» | Aldair 47' Romero 59' (e.d.) Leonardo 77' |       | Hernández 13', 31' | Estadio Ramón Aguilera, Santa Cruz Scheidsrechter: José Arana |

|                                 |                                                      |       |            |                                                                        |
| 16 juni 1997 «onderlinge duels» | Colombia                                             | 4 – 1 | Costa Rica | Estadio Ramón Aguilera, Santa Cruz Scheidsrechter: Esfandiar Baharmast |
| 16 juni 1997 «onderlinge duels» | Morantes 13', 23' Cabrera 62' (pen.) Aristizábal 78' |       | Wright 66' | Estadio Ramón Aguilera, Santa Cruz Scheidsrechter: Esfandiar Baharmast |

|                                 |                       |       |          |                                                                         |
| 19 juni 1997 «onderlinge duels» | Brazilië              | 2 – 0 | Colombia | Estadio Ramón Aguilera, Santa Cruz Scheidsrechter: Juan Carlos Paniagua |
| 19 juni 1997 «onderlinge duels» | Dunga 11' Edmundo 67' |       |          | Estadio Ramón Aguilera, Santa Cruz Scheidsrechter: Juan Carlos Paniagua |

|                                 |                      |       |             |                                                                      |
| 19 juni 1997 «onderlinge duels» | Mexico               | 1 – 1 | Costa Rica  | Estadio Ramón Aguilera, Santa Cruz Scheidsrechter: Epifanio González |
| 19 juni 1997 «onderlinge duels» | Hernández 14' (pen.) |       | Medford 60' | Estadio Ramón Aguilera, Santa Cruz Scheidsrechter: Epifanio González |

### Nummers 3
| Grp | Team     | Pld | G | G | V | DV | DT | DS | Pnt |
| --- | -------- | --- | - | - | - | -- | -- | -- | --- |
| A   | Paraguay | 3   | 1 | 1 | 1 | 2  | 3  | −1 | 4   |
| C   | Colombia | 3   | 1 | 0 | 2 | 5  | 5  | 0  | 3   |
| B   | Uruguay  | 3   | 1 | 0 | 2 | 2  | 2  | 0  | 3   |

## Knock-outfase
|  | kwartfinale          | kwartfinale      |                      |       | halve finale    | halve finale    |   |  | finale | finale |
|  |                      |                  |                      |       |                 |                 |   |  |        |        |
|  | 21 juni – Sucre      |                  |                      |       |                 |                 |   |  |        |        |
|  |                      |                  |                      |       |                 |                 |   |  |        |        |
|  | Peru                 | 2                |                      |       |                 |                 |   |  |        |        |
|  | Peru                 | 2                | 26 juni – Santa Cruz |       |                 |                 |   |  |        |        |
|  | Argentinië           | 1                |                      |       |                 |                 |   |  |        |        |
|  | Argentinië           | 1                | Peru                 | 0     |                 |                 |   |  |        |        |
|  | 22 juni – Santa Cruz |                  | Peru                 | 0     |                 |                 |   |  |        |        |
|  |                      | Brazilië         | 7                    |       |                 |                 |   |  |        |        |
|  | Brazilië             | Brazilië         | 7                    | 2     |                 |                 |   |  |        |        |
|  | Brazilië             |                  | 29 juni – La Paz     | 2     |                 |                 |   |  |        |        |
|  | Paraguay             | 0                |                      |       |                 |                 |   |  |        |        |
|  | Paraguay             | 0                | Brazilië             | 3     |                 |                 |   |  |        |        |
|  | 21 juni – La Paz     |                  | Brazilië             | 3     |                 |                 |   |  |        |        |
|  |                      | Bolivia          | 1                    |       |                 |                 |   |  |        |        |
|  | Bolivia              | Bolivia          | 1                    | 2     |                 |                 |   |  |        |        |
|  | Bolivia              | 25 juni – La Paz |                      | 2     |                 |                 |   |  |        |        |
|  | Colombia             | 1                |                      |       |                 |                 |   |  |        |        |
|  | Colombia             | 1                | Bolivia              | 3     | derde plaats    | derde plaats    |   |  |        |        |
|  | 22 juni – Cochabamba |                  | Bolivia              | 3     | derde plaats    | derde plaats    |   |  |        |        |
|  |                      | Mexico           | 1                    |       | 28 juni – Oruro | 28 juni – Oruro |   |  |        |        |
|  | Mexico               | Mexico           | 1                    | 1 (4) | 28 juni – Oruro | 28 juni – Oruro |   |  |        |        |
|  | Mexico               |                  |                      |       |                 | Peru            | 0 |  |        |        |
|  | Ecuador              | 1 (2)            |                      |       |                 | Peru            | 0 |  |        |        |
|  | Ecuador              | 1 (2)            | Mexico               | 1     |                 |                 |   |  |        |        |
|  |                      |                  | Mexico               | 1     |                 |                 |   |  |        |        |

### Kwartfinale
|                                 |                         |       |                     |                                                             |
| 21 juni 1997 «onderlinge duels» | Peru                    | 2 – 1 | Argentinië          | Estadio Olímpico Patria, Sucre Scheidsrechter: Byron Moreno |
| 21 juni 1997 «onderlinge duels» | Carazas 30' Hidalgo 61' |       | Gallardo 66' (pen.) | Estadio Olímpico Patria, Sucre Scheidsrechter: Byron Moreno |

|                                 |                           |       |             |                                                                 |
| 21 juni 1997 «onderlinge duels» | Bolivia                   | 2 – 1 | Colombia    | Estadio Hernando Siles, La Paz Scheidsrechter: Horacio Elizondo |
| 21 juni 1997 «onderlinge duels» | Etcheverry 3' Sanchez 24' |       | Gaviria 57' | Estadio Hernando Siles, La Paz Scheidsrechter: Horacio Elizondo |

|                                 |                                              |       |                                                      |                                                                    |
| 22 juni 1997 «onderlinge duels» | Mexico                                       | 1 – 1 | Ecuador                                              | Estadio Félix Capriles, Cochabamba Scheidsrechter: Antônio Pereira |
| 22 juni 1997 «onderlinge duels» | Blanco 17'                                   |       | Capurro 6' (pen.)                                    | Estadio Félix Capriles, Cochabamba Scheidsrechter: Antônio Pereira |
| 22 juni 1997 «onderlinge duels» | Strafschoppen                                |       |                                                      | Estadio Félix Capriles, Cochabamba Scheidsrechter: Antônio Pereira |
| 22 juni 1997 «onderlinge duels» | Hernández Suárez Blanco Chávez Villa Sánchez | 4 – 3 | Montaño Capurro De la Cruz Graziani Fernandez Rosero | Estadio Félix Capriles, Cochabamba Scheidsrechter: Antônio Pereira |

|                                       |                 |       |          |                                                                    |
| 22 juni 1997 «onderlinge duels» 17:30 | Brazilië        | 2 – 0 | Paraguay | Estadio Ramón Aguilera, Santa Cruz Scheidsrechter: Rafael Sanabria |
| 22 juni 1997 «onderlinge duels» 17:30 | Ronaldo 9', 34' |       |          | Estadio Ramón Aguilera, Santa Cruz Scheidsrechter: Rafael Sanabria |

### Halve finale
|                                 |                                           |       |            |                                                                  |
| 25 juni 1997 «onderlinge duels» | Bolivia                                   | 3 – 1 | Mexico     | Estadio Hernando Siles, La Paz Scheidsrechter: Epifanio González |
| 25 juni 1997 «onderlinge duels» | E. Sánchez 27' R. Castillo 39' Moreno 79' |       | Ramírez 8' | Estadio Hernando Siles, La Paz Scheidsrechter: Epifanio González |

|                                 |      |                                                                                   |          |                                                                    |
| 26 juni 1997 «onderlinge duels» | Peru | 0 – 7                                                                             | Brazilië | Estadio Ramón Aguilera, Santa Cruz Scheidsrechter: Rodrigo Badilla |
| 26 juni 1997 «onderlinge duels» |      | Denílson 1' Flavio Conceição 28' Romário 36', 49' Leonardo 45', 55' Djalminha 77' |          | Estadio Ramón Aguilera, Santa Cruz Scheidsrechter: Rodrigo Badilla |

### Troostfinale
|                                       |               |       |      |                                                               |
| 28 juni 1997 «onderlinge duels» 19:00 | Mexico        | 1 – 0 | Peru | Estadio Jesus Bermudez, Oruro Scheidsrechter: Paolo Borgosano |
| 28 juni 1997 «onderlinge duels» 19:00 | Hernández 82' |       |      | Estadio Jesus Bermudez, Oruro Scheidsrechter: Paolo Borgosano |

### Finale
|                                       |                |       |                                        |                                                             |
| 29 juni 1997 «onderlinge duels» 23:30 | Bolivia        | 1 – 3 | Brazilië                               | Estadio Hernando Siles, La Paz Scheidsrechter: Jorge Nieves |
| 29 juni 1997 «onderlinge duels» 23:30 | E. Sánchez 45' |       | Edmundo 40' Ronaldo 79' Zé Roberto 90' | Estadio Hernando Siles, La Paz Scheidsrechter: Jorge Nieves |

|                    |
| Vlag van Brazilië  |
| BRAZILIË 5de titel |

## Doelpuntenmakers
6 doelpunten
- Luis Hernández

5 doelpunten
- Ronaldo

3 doelpunten
- Marcelo Gallardo
- Erwin Sánchez

- Leonardo
- Romário

2 doelpunten
- Julio César Baldivieso
- Marco Etcheverry
- Denilson

- Djalminha
- Edmundo
- Neider Morantes

- Ariel Graziani
- Paul Cominges
- Martín Hidalgo

1 doelpunt
- Sergio Berti
- Milton Coimbra
- Jaime Moreno
- Ramiro Castillo
- Aldair
- Dunga
- Flavio Conceição
- Zé Roberto
- Fernando Vergara

- Víctor Aristizábal
- Wilmer Cabrera
- Herman Gaviria
- Hamilton Ricard
- Hernán Medford
- Mauricio Wright
- Luis Capurro
- José Gavica
- Wellington Sánchez

- Cuauhtémoc Blanco
- Nicolás Ramírez
- Roberto Acuña
- José Luis Chilavert
- Eddie Carazas
- Álvaro Recoba
- Marcelo Saralegui

Eigen doelpunt
- Rónald González (Tegen Braziliël)
- Camilo Romero (Tegen Brazilië)

1916 · 
1917 · 
1919 · 
1920 · 
1921 · 
1922 · 
1923 · 
1924 · 
1925 · 
1926 · 
1927 · 
1929 · 
1935 · 
1937 · 
1939 · 
1941 · 
1942 · 
1945 · 
1946 · 
1947 · 
1949 · 
1953 · 
1955 · 
1956 · 
1957 · 
1959 · 
1959 · 
1963 · 
1967 · 
1975 · 
1979 · 
1983 · 
1987 · 
1989 · 
1991 · 
1993 · 
1995 · 
1997 · 
1999 · 
2001 · 
2004 · 
2007 · 
2011 · 
2015 · 
2016 ·
2019 ·
2021 ·
2024